# Pugilato ai Giochi della XVIII Olimpiade
Le competizioni di pugilato dei Giochi della XVIII Olimpiade si sono svolte dall'11 al 23 ottobre 1964 al Korakuen Hall, Tokyo.

## Categorie
Come a Roma 1960 il programma prevedeva 10 categorie come segue:
| Categoria         | Peso      |
| ----------------- | --------- |
| Pesi mosca        | - 51 kg   |
| Pesi gallo        | - 54 kg   |
| Pesi piuma        | - 57 kg   |
| Pesi leggeri      | - 60 kg   |
| Pesi superleggeri | - 63,5 kg |
| Pesi welter       | - 67 kg   |
| Pesi superwelter  | - 71 kg   |
| Pesi medi         | - 75 kg   |
| Pesi mediomassimi | - 81 kg   |
| Pesi massimi      | + 81 kg   |

## Podi
| Evento                       | Oro                 | Argento             | Bronzo                                    |
| Pesi mosca (dettagli)        | Fernando Atzori     | Artur Olech         | Robert Carmody Stanislav Sorokin          |
| Pesi gallo (dettagli)        | Takao Sakurai       | Jeong Sin-Jo        | Juan Fabila Mendoza Washington Rodríguez  |
| Pesi piuma (dettagli)        | Stanislav Stepaškin | Anthony Villanueva  | Charles Brown Heinz Schulz                |
| Pesi leggeri (dettagli)      | Józef Grudzień      | Vilikton Barannikov | Ronald Allen Harris Jim McCourt           |
| Pesi superleggeri (dettagli) | Jerzy Kulej         | Yevgeny Frolov      | Eddie Blay Habib Galhia                   |
| Pesi welter (dettagli)       | Marian Kasprzyk     | Ričardas Tamulis    | Pertti Purhonen Silvano Bertini           |
| Pesi superwelter (dettagli)  | Boris Lagutin       | Jo Gonzales         | Nojim Maiyegun Józef Grzesiak             |
| Pesi medi (dettagli)         | Valerij Popenčenko  | Emil Schulz         | Franco Valle Tadeusz Walasek              |
| Pesi mediomassimi (dettagli) | Cosimo Pinto        | Aleksej Kiselëv     | Aleksandăr Nikolov Zbigniew Pietrzykowski |
| Pesi massimi (dettagli)      | Joe Frazier         | Hans Huber          | Giuseppe Ros Vadim Yemelyanov             |

## Medagliere
| Posizione | Paese            |    |    |    | Totale |
| --------- | ---------------- | -- | -- | -- | ------ |
| 1         | Unione Sovietica | 3  | 4  | 2  | 9      |
| 2         | Polonia          | 3  | 1  | 3  | 7      |
| 3         | Italia           | 2  | 0  | 3  | 5      |
| 4         | Stati Uniti      | 1  | 0  | 3  | 4      |
| 5         | Giappone         | 1  | 0  | 0  | 1      |
| 6         | Germania         | 0  | 2  | 1  | 3      |
| 7         | Francia          | 0  | 1  | 0  | 1      |
| 7         | Corea del Sud    | 0  | 1  | 0  | 1      |
| 7         | Filippine        | 0  | 1  | 0  | 1      |
| 10        | Bulgaria         | 0  | 0  | 1  | 1      |
| 10        | Finlandia        | 0  | 0  | 1  | 1      |
| 10        | Ghana            | 0  | 0  | 1  | 1      |
| 10        | Irlanda          | 0  | 0  | 1  | 1      |
| 10        | Messico          | 0  | 0  | 1  | 1      |
| 10        | Nigeria          | 0  | 0  | 1  | 1      |
| 10        | Tunisia          | 0  | 0  | 1  | 1      |
| 10        | Uruguay          | 0  | 0  | 1  | 1      |
| Totale    | Totale           | 10 | 10 | 20 | 40     |